# N-V
A N-V (conhecida como Estrada de Extremadura; em espanhol, Carretera de Extremadura) era uma estrada que pertencia à Rede Radial de Estradas do Estado espanhol.
O seu traçado original partia de  Madrid, estendendo-se até a fronteira de Portugal, perto de Badajoz, onde se ligava à estrada N-4.   
Foi substituída, na quase totalidade do seu traçado, pela A-5, restando alguns tramos nas localidades que atravessava, que foram circunvaladas por uma variante, e um tramo maior, em torno do Porto de Miravete.